# あじさいの唄
『あじさいの唄』（あじさいのうた）は、森栗丸による日本の漫画。

## 概要
最初は1990年に投稿作品として『ビッグコミックオリジナル増刊号』（小学館）に掲載されたが、それが連載化され、1993年に『ビッグコミックオリジナル』へ掲載誌を移した。同誌2012年4号（2月20日号）より『〜あじさいの唄〜 栗之助江戸草紙』（あじさいのうた くりのすけえどぞうし）と改題・リニューアルし、2013年24号（12月20日号）まで連載された。
また、2012年2月1日から2017年3月31日までスピンオフ作品として『中日新聞』を始めとするブロック紙3社連合系やその他の新聞各紙の朝刊に、4コマ漫画『おーい 栗之助』（おーい くりのすけ）が連載された。
1998年に日本漫画家協会賞の優秀賞を受賞している。
森の『ビッグコミックオリジナル』における次作『もふもふ』（2017年 - 2020年）はオムニバスの連載シリーズであるが、その中で『あじさいの唄』シリーズの後日譚にあたる連作が描かれている。時代は明治維新期となっており、老犬となった栗之助、青年となり武士の身分を捨てた栗太郎、相変わらず傘貼りを続ける年老いた父が登場する。

## あらすじ
時は江戸時代。主人公・栗太郎は、傘貼りの内職をしている父、自ら拾った犬・栗之助と暮らす。栗太郎は既に母を亡くし、お金もない貧乏生活ではあるが、家族や市中の人々とのふれあいの中で、その寂しさを忘れて暮らしている。そんな日常を描いた作品である。

## 登場人物
栗太郎（くりたろう）
旧シリーズで主人公の少年。素直な性格。近所の寺子屋に通っているが、学業・剣術はともに「ごく普通」の出来。友人の母を見るたびに、亡き母を思いだして感傷的になる。
栗之助（くりのすけ）
栗太郎の飼い犬で、柴犬系の雑種犬の雄。いつも彼のそばにいる。雨の日、紫陽花の花の下で震えていたところを栗太郎に拾われた。人間の言葉が理解できる。旧シリーズの最終回で竜神様にした「主役になりたい」という願いがかない、『栗之助江戸草紙』では主人公となる。
栗太郎の父
作中では「父上」と呼ばれることが多い。剣術の達人だが、今は傘貼りの内職で生計を立てて男手ひとつで栗太郎を育てる浪人暮らし。照れ屋な性格。亡き妻を今でも愛し、再婚を考えてはいない。
栗太郎の母
既に死別しており、天国から一家を見守る。とても優しい性格で、家族と紫陽花の花をこよなく愛していた。
ちびの助
栗之助が連れてきて家族に加わった仔猫。出番は少ない。
忠さん（殿様）
ある藩の藩主。たまに市中にお忍びで現れ、身分を隠して住人と過ごすのが趣味。栗太郎の父とは親友だが、その父は正体を知らない。
花木みく
栗太郎が憧れる女の子。
ごんちゃん
栗太郎の友人。丸眼鏡をかけていて、仲間内のリーダー格。
高村銀八郎
栗太郎たちが通う寺子屋の先生。

## 単行本
2012年1月現在、ビッグコミックス・スペシャル（小学館）で14巻までと傑作集1巻の合計15巻を刊行。
1. 第1巻 紫陽花（1994年3月30日発行） ISBN 4091847412
2. 第2巻 蒲公英（1994年10月29日発行） ISBN 4091847420
3. 第3巻 かざぐるま（1995年4月27日発行） ISBN 4091847439
4. 第4巻 萩（1995年12月5日発行） ISBN 4091847447
5. 第5巻 春爛漫（1996年12月19日発行） ISBN 4091847455
6. 第6巻 人情紙睫毛（1998年9月30日発行） ISBN 4091847463
7. 第7巻 通り雨（2000年8月30日発行） ISBN 4091847471
8. 第8巻 八重桜の巻（2001年6月30日発行） ISBN 4091863116
9. 第9巻 てのひらの巻（2001年6月30日発行） ISBN 4091863124
10. 第10巻 花見の巻（2002年3月30日発行） ISBN 4091863132
11. 第11巻 夢占いの巻（2002年3月30日発行） ISBN 4091863140
12. 第12巻 おかえりの巻（2004年3月30日発行） ISBN 4091863159
13. 第13巻 青春の巻（2004年5月28日発行） ISBN 4091863167
14. 第14巻 雨宿りの巻（2005年7月29日発行） ISBN 4091863175
15. （事実上の第15巻）夢で会えたらの巻（2011年9月30日発行）ISBN 4091840949
2004年から2008年までの連載作のうち、作者が選んだ作品を掲載。

## おーい 栗之助
『あじさいの唄』の登場人物が登場する4コマ漫画。『ちびまる子ちゃん』（愛媛新聞のみ『カンちゃん』）の後を受けて、『中日新聞』『東京新聞』『北陸中日新聞』『日刊県民福井』『北海道新聞』『西日本新聞』『河北新報』『神戸新聞』『中国新聞』『徳島新聞』『愛媛新聞』の11紙で、2012年2月1日から連載をはじめ、2017年3月31日まで5年余り連載され、青沼貴子の『ねえ、ぴよちゃん』にバトンタッチして終了した。
時代設定は江戸時代であるが、たまに現代に合わせて、時事ネタや横文字も登場する。新聞版のみの猫の「ヒロにゃん」やカワウソの「ヌルちゃん」などが登場した。

## OVA
連載10周年を迎えた2004年にソフト・オン・デマンド（SOD）よりOVA作品としてアニメ化された。それまでアダルトビデオを専門としてきたSOD初の一般向け作品・アニメ作品でもある。

### スタッフ
- 企画 - 高橋がなり
- 監督 - 外山草
- 作画監督 - 馬場俊子
- アニメーション制作 - グループ・タック
- プロデューサー - 上村俊介・金子政路

### キャスト
- 蟹江敬三 - 父上
- 和久井映見 - 母上
- 宮谷恵多 - 栗太郎
- 坂本千夏 - 栗之助
- 福士秀樹 - ナレーション

## ラジオドラマ
2011年11月、文化放送『青山二丁目劇場』にて4週連続、第2弾が2012年2月に同じく4週連続で放送された。

### キャスト
- 栗太郎 - 藤田淑子
- 父上  - 岸野幸正
- 母上 - 山崎和佳奈